# Hadronema sinuatum
Hadronema sinuatum är en insektsart som beskrevs av Knight 1928. Hadronema sinuatum ingår i släktet Hadronema och familjen ängsskinnbaggar. Inga underarter finns listade i Catalogue of Life.